# 클라리온 (기업)
포레시아 클라리온 일렉트로닉스 주식회사(フォルシアクラリオン・エレクトロニクス株式会, Faurecia Clarion Electronics Co., Ltd.)는 차량 오디오, 차량 자동 항법 장치, AutoPC, 비주얼 장비, 버스 장비 및 통신 장비 제조업체이다. 2019년부터 포레시아 클라리온 일렉트로닉스의 전액 출자 자회사가 되었다.

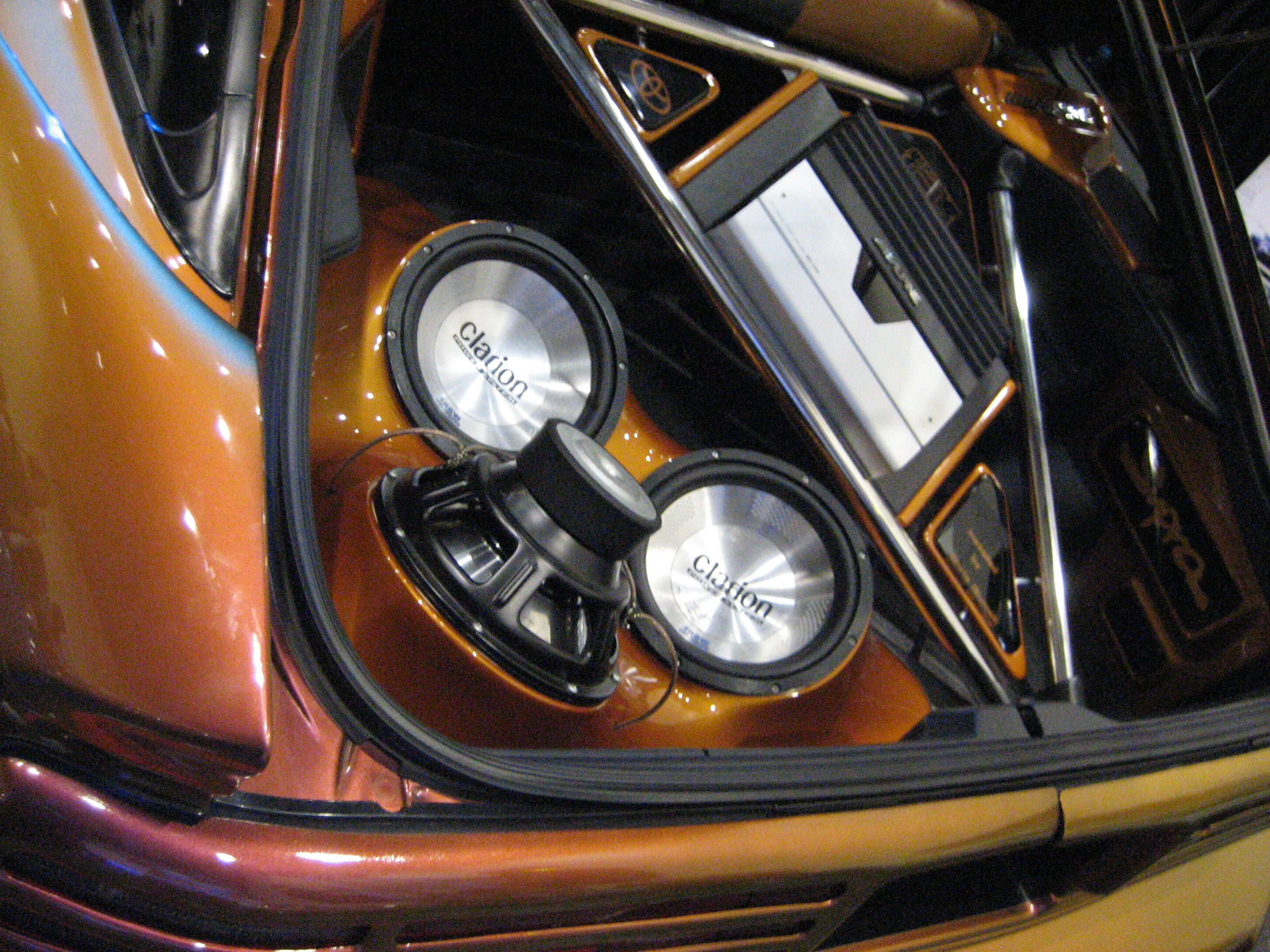
차량 트렁크에 있는 클라리온 사운드 시스템.

2005년 말까지 일본 내 제품은 애드제스트(AddZest)라는 브랜드명으로 판매되었고, 일본 외 지역에서는 동일한 제품에 일반적으로 클라리온(Clarion) 브랜드명이 사용되었다. 2006년부터 이러한 방식이 변경되어, 재설계된 로고와 함께 "클라리온" 브랜드가 전 세계적으로 사용되고 있다. 클라리온은 차량에 거의 독점적으로 클라리온 제품을 사용하는 닛산과의 긴밀한 관계로 알려져 있다. 닛산은 한때 클라리온 지분의 6.25%를 소유했지만, 2002년에 지분을 줄였다.
클라리온은 많은 자동차 회사들과 OEM 관계를 맺고 있으며, 이들의 생산 차량에 자동차 헤드 유닛과 부품을 공급하고 있다. 주요 고객으로는 사브 오토모빌, 스즈키, 포드, 폭스바겐, 프로톤, 토요타, 스바루, 푸조 등이 있다.
매년 클라리온 걸을 선발하는 대회가 열리며, 이들은 다음 해 동안 클라리온의 차량 오디오 장비를 텔레비전 및 인쇄 광고 캠페인에서 대표한다. 이 대회는 1975년에 시작되었으며, 현재는 후지 TV와 공동 후원하고 있다.

## 역사
- 1940년 12월 – 도쿄 분쿄구 하쿠산마에초 21번지에 하쿠산 무선 전기 회사로 설립; 배터리 구동 가정용 라디오 제조 시작.
- 1943년 11월 – 다키자와 무선 전기 공업 주식회사와 합병; 제이코쿠 덴파 주식회사로 사명 변경.
- 1970년 12월 – 상호를 클라리온 주식회사로 변경.
- 1970년 12월 – 말레이시아에 합작 해외 공장 최초 설립.
- 1983년 7월 – 프랑스에 공장 설립.
- 1989년 10월 – 필리핀에 제조 회사 설립.
- 1995년 1월 – 홍콩에 클라리온 오리엔트 주식회사 설립.
- 1995년 3월 – 모든 클라리온 사업장에서 ISO9001 인증 획득.
- 1995년 4월 – 중국에 제조 회사 설립.
- 1997년 10월 – 헝가리에 제조 회사 설립.
- 1998년 1월 – Microsoft Corporation과 차량용 PC “클라리온 오토PC” 공동 개발.
- 1998년 12월 – 세계 최초 차량 내 컴퓨터 "오토PC" 미국 출시.[5]
- 1999년 12월 – 프랑스 자동차 제조업체 시트로엥에 "오토PC" OEM 공급 시작.
- 2001년 11월 – “오토PC 카디아스(CADIAS)” 도쿄 모터쇼에 전시.
- 2002년 3월 – 북미에 위성 라디오 수신기 출시.[6]
- 2003년 8월 – 중국 상하이 GM에 CD 차량 오디오 공급 시작.
- 2004년 2월 – 리눅스, 자바 J2ME CDC를 탑재한 상용차용 차량 내 정보 단말기 세계 최초 출시.
- 2006년 12월 – 히타치 그룹 계열사 편입.
- 2007년 1월 – '자나비 인포매틱스 코퍼레이션(Xanavi Informatics Corporation)이 완전 자회사화.
- 2008년 11월 – 북미에 모바일 통신 단말기 “클라리온 마인드(ClarionMiND)” 출시.
- 2009년 4월 – 완전 자회사 자나비 인포매틱스 코퍼레이션(Xanavi Informatics Corp.) 흡수 합병.
- 2010년 1월 – 타타 자동차의 "나노" 자동차에 차량 오디오 공급.
- 2010년 10월 – 등록 본사를 사이타마 신도심으로 이전; "등록 본사/기술 센터"로 명칭 변경.
- 2011년 3월 – 세계 최초 차량용 풀 디지털 스피커 개발.
- 2012년 6월 – "스마트 액세스(Smart Access)" 클라우드 기반 차량 정보 네트워크 서비스 북미 출시.[7]
- 2013년 5월 – 인도에 판매 회사 설립.
- 2015년 9월 – 새로운 풀 디지털 사운드 시스템 개발 및 출시.[8]
- 2018년 8월 – JL Audio가 북미, 남미, 호주, 뉴질랜드에서 클라리온의 해양 오디오 전자제품 및 액세서리 사업을 인수.
- 2018년 10월 – 포레시아 오토모티브는 클라리온의 지분 100%를 인수하여 도쿄 일본에 본사를 둔 새로운 사업부인 포레시아 클라리온 전자 시스템을 설립할 계획을 발표했으며, 거래는 2019년 1분기에 완료될 것으로 예상된다.[9]
- 시스템(Dnote®)[10]은 트리지언스(Trigence)로부터 라이선스를 받았으며,[11] 프랑크푸르트 모터쇼에서 시연 전시를 진행.
- 2021년 3월 – JL 오디오는 클라리온 브랜드와의 독점 라이선스 계약을 확대했다. 처음에는 해양 제품에 한정되었던 이 라이선스는 이제 파워스포츠 및 레크리에이션 차량(RV) 시장으로 확장되었다. 이 확장은 JL 오디오의 마케팅, 판매 및 지원 노력을 이 추가 부문들로 강화하는 것을 목표로 한다.[12]